# Tunisiens
Cet article concerne le peuple. Pour la langue, voir arabe tunisien. Pour les homonymes, voir Tunisien.
Pour le film tunisien de 1997, voir Tunisiennes.
1er rang : Didon • Hannibal Barca • Térence • Caton d'Utique • Perpétue et Félicité • Victor Ier

2d rang : Septime Sévère • Tertullien • Cyprien de Carthage • Olive de Palerme • Ibn Al Jazzar • Ibn Rachik

3e rang : Ibn Khaldoun • Ahmed Ier Bey • Kheireddine Pacha • Moncef Bey • Aboul-Qacem Echebbi • Young Perez

4e rang : Lamine Bey • Farhat Hached • Ali Douagi • Habib Bourguiba • Moufida Bourguiba • Bchira Ben Mrad 

Les Tunisiens (en arabe tunisien : توانسة ; Twansa) sont l'ensemble des personnes jouissant individuellement de la nationalité tunisienne et, collectivement, de la Tunisie comme pays, et dont les membres formant un peuple partagent une culture et une histoire communes, héritées d'un patrimoine pluriel et plurimillénaire.
Le tunisien, en tant que langue maternelle, constitue un pilier majeur de l'identité tunisienne, accompagnée par des éléments emblématiques tels que la cuisine, la musique et l'artisanat tunisiens.

## Histoire
De nombreuses civilisations et peuples ont envahi, migré ou ont été assimilés à la population au cours des millénaires. Ces influences sont donc multiples : Phéniciens, Romains, Vandales, Grecs, Arabes, Normands, Italiens, Espagnols, Turcs Ottomans, Janissaires et Français.

### Afrique et Ifriqiya
La première civilisation connue de l’histoire de la Tunisie actuelle est la culture capsienne, une civilisation préhistorique. Les Phéniciens s'établirent en Tunisie entre le XIIe et le  IIe siècle av. J.-C. et fondèrent l'ancienne Carthage. Ces migrants ont apporté avec eux leur culture et leur langue qui s'est progressivement étendue des zones côtières tunisiennes au reste du Nord-Ouest de l'Afrique, en passant par la péninsule ibérique jusqu'à la plupart des principales îles de la Méditerranée (Baléares, Corse, Djerba, Malte, Sardaigne, Sicile et d'autres mineures) .
À partir du VIIIe siècle av. J.-C., la plupart des Tunisiens étaient des Puniques. Quand Carthage est tombé en 146 av. J.-C. sous le joug des Romains,, la population côtière était principalement punique, mais cette influence diminuait en s'éloignant des côtes. De la période romaine à la conquête islamique, les Latins, les Grecs et les Numides ont également influencé les Tunisiens, appelés Afariqa : Africains romains.
Depuis la conquête islamique du Maghreb en 673, Un grand nombre d'Arabes, ainsi qu'une petite minorité de Persans et d'autres populations du Moyen-Orient, se sont installés en Tunisie qui s'appelait alors Ifriqiya, de son ancien nom la province romaine d'Afrique,,.
Au début du XIe siècle, les Normands du royaume de Sicile s'emparèrent de l'Ifriqiya et fondèrent le royaume d'Afrique qui dura de 1135 à 1160,. Les Siciliens et les Normands s'installèrent en Tunisie, se mêlant à la population et donnant lieu à un contact de cultures différentes parmi le peuple tunisien qui a entre autres donné naissance à la culture normano-arabo-byzantine.
Après la Reconquista et l'expulsion des Juifs et morisques d'Espagne, beaucoup d'Espagnols musulmans et juifs sont arrivés. Selon Matthieu Carr, « autant que quatre-vingt mille Maures se sont installés en Tunisie, la plupart d'entre eux dans et autour de la capitale, Tunis, qui contient toujours un quartier connu sous le nom Zuqaq al-Andalus, ou "Avenue de l'Andalousie" »[pas clair][réf. nécessaire].

### Dominations espagnole et ottomane

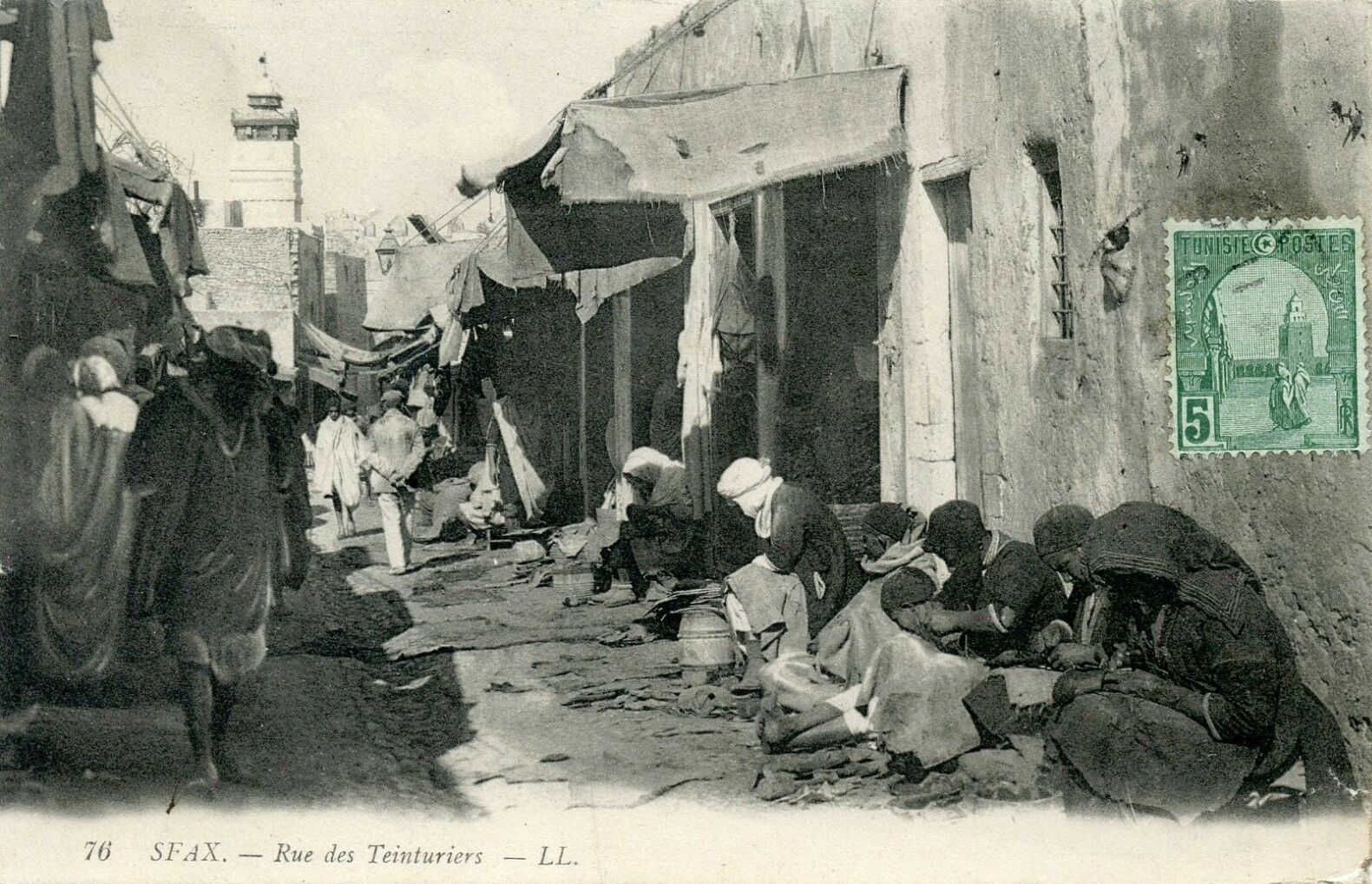
Rue des Teinturiers à Sfax (v. 1900)

Au cours des XVIIe et XIXe siècles, l'Ifriqiya est passée sous domination espagnole, puis ottomane et a accueilli des immigrants italiens à partir de l’année 1609,. Tunis est officiellement intégré dans l'Empire ottoman sous le nom d'Eyalet de Tunis (province), éventuellement y comprenant l'ensemble du Maghreb, à l'exception du Maroc.
Sous l'Empire ottoman, les limites du territoire habité par les Tunisiens se sont contractées ; l'Ifriqiya perd du territoire à l'est (Tripoli). Au XIXe siècle, les dirigeants de la Tunisie ont pris conscience des efforts politiques et sociaux menés lors de la réforme dans la capitale ottomane (Tanzimat). Le Bey de Tunis, par ses propres lumières, mais éclairé par l'exemple turc, tente d'effectuer une modernisation des institutions et de l'économie. Toutefois, la dette internationale tunisienne augmente au point de devenir ingérable. Ce fut la raison ou le prétexte qu'utilisa la France, alors principale créancière du pays, pour y établir un Protectorat en 1881.

### De la République à la Révolution

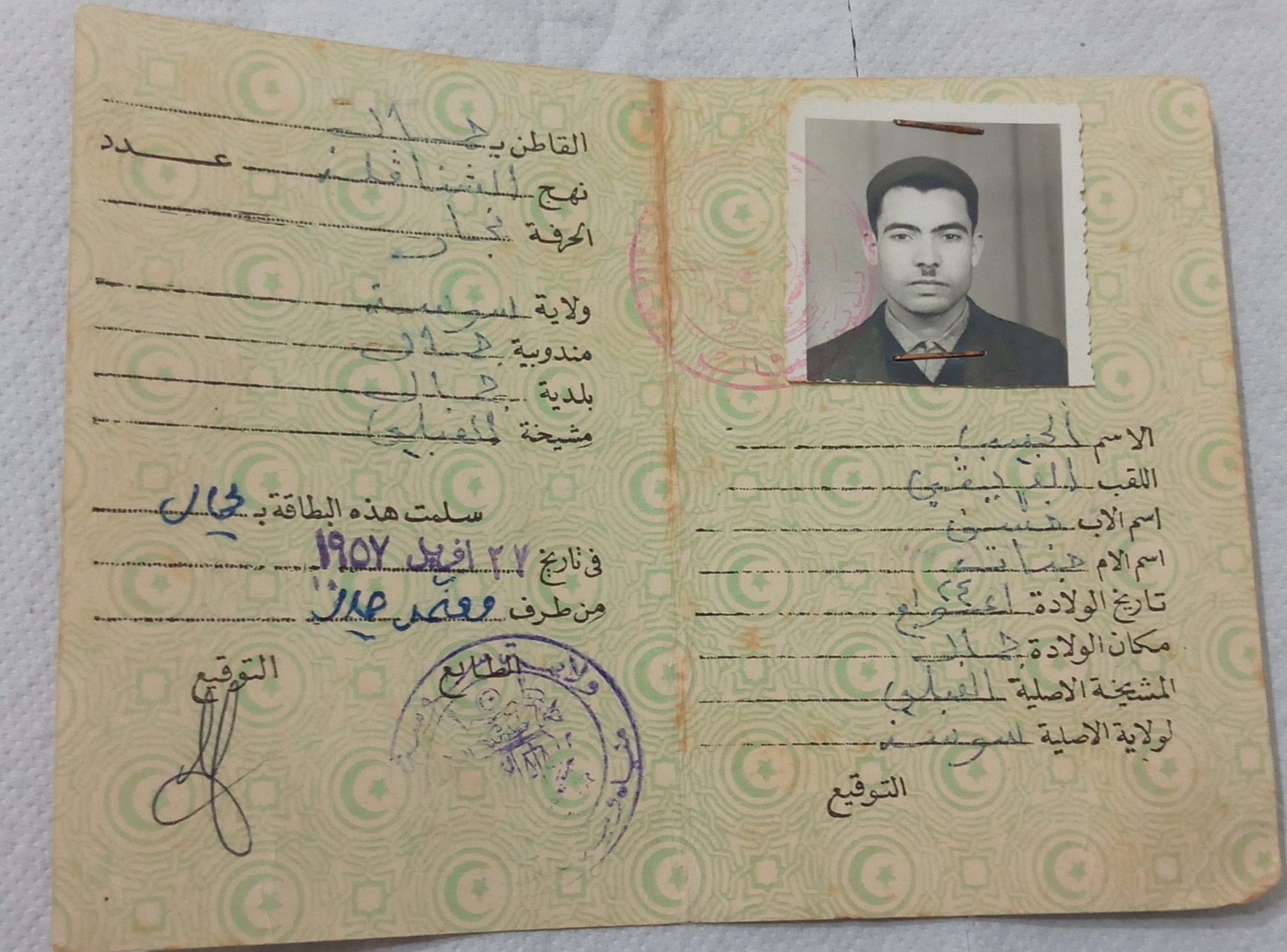
Carte tunisienne d'électeur après l'Indépendance

L'indépendance vis-à-vis de la France a été obtenue le 20 mars 1956. La Tunisie se reconstitue alors brièvement en tant que monarchie constitutionnelle avec le Bey de Tunis, Lamine Bey, en tant que roi et chef d'État de la Tunisie. Ce dernier abdique en 1957 et c'est le Premier ministre Habib Bourguiba qui abolit la monarchie et établit fermement son parti, le Néo-Destour — qui signifie littéralement « nouvelle constitution » — la même année.
Dans les années 1970, l’économie tunisienne se développe à un bon rythme. Du pétrole est découvert dans le Sud tunisien et le tourisme s'accroît. L'urbanisation fait que les populations des villes et des campagnes arrivent à des proportions à peu près égales. Toutefois, des problèmes agricoles et de chômage urbain entraîne une migration accrue vers l'Europe.
Le 7 novembre 1987, le Président Bourguiba, alors âgé de 84 ans, est renversé et remplacé par Ben Ali, son Premier ministre. Toutefois, le régime de Ben Ali est marqué par le clientélisme, le chômage, l'inflation alimentaire, la corruption,, l'absence de libertés politiques, de liberté d'expression et de mauvaises conditions de vie. Ce régime arrive à sa fin 23 ans plus tard, le 14 janvier 2011, durant les événements de la Révolution tunisienne qui provoque une succession de manifestations à l'échelle nationale.
Après le renversement de Ben Ali, les Tunisiens élisent une Assemblée constituante chargée de rédiger une nouvelle constitution et d'établir un gouvernement provisoire, connu sous le nom de la Troïka car c'est une coalition de trois partis ; Ennahdha, Congrès pour la République et Ettakatol,. Une généralisation du mécontentement subsiste cependant, conduisant à une crise politique entre 2013 et 2014,. Comme résultat des efforts déployés par le Quartet du dialogue national, l'Assemblée constituante achève ses travaux, le gouvernement intérimaire démissionne, et de nouvelles élections ont lieu en 2014, qui complètent l'achèvement de la transition vers un état démocratique. Le Quartet du dialogue national a reçu le prix nobel de la paix 2015 pour « sa contribution décisive à la construction d'une démocratie pluraliste en Tunisie dans le sillage de la Révolution tunisienne de 2011 ».
Au-delà des changements politiques, qui conduisent à ce que la Tunisie devienne une démocratie reconnue en 2014, ces événements ont aussi apporté des changements importants à la culture tunisienne post-2011.

## Population

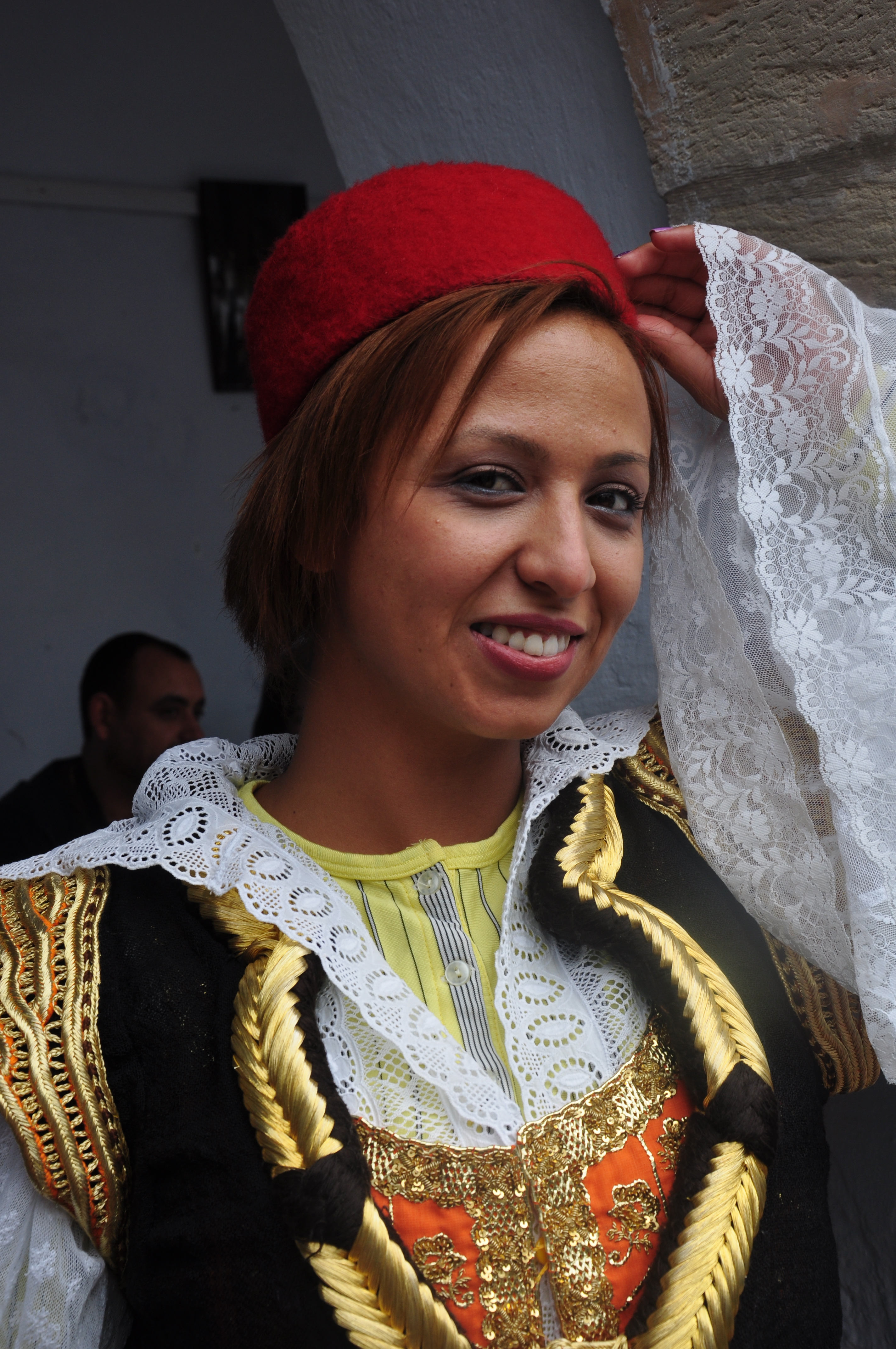
Costume traditionnel de Hammamet.

La démographie de la Tunisie se caractérise par l'uniformité de la population en matière de composantes culturelles ou religieuses. Ainsi, sur un fond phénicien et après avoir assimilé à travers son histoire les Romains, les Vandales, les Berbères les Turcs et les Européens ce sont les Arabes qui vont le plus marquer l'identité tunisienne, 93,8 % des Tunisiens sont arabes et 1,4 % berbères .
En 2005, 97 % des Tunisiens sont de confession musulmane sunnite.
L'influence ottomane a été particulièrement importante dans la formation d'une communauté turco-tunisienne, d'autres peuples ont aussi migré vers la Tunisie au cours de différentes périodes de temps, y comprenant de manière non exhaustive[pas clair]. Néanmoins, dès 1870, la distinction entre les masses tunisiennes et l'élite turque se flouta. Il y a aussi une minorité de la population Berbère (1 %) principalement située dans les montagnes de Dahar.
À partir de la fin du XIXe siècle jusqu'à l'après Seconde Guerre mondiale, la Tunisie accueillit de grandes populations de Français et d'Italiens (près de 255 000 Européens en 1956), bien que la plupart d'entre eux, ainsi qu'une grande partie de la communauté ancestrale juive de Tunisie, partirent après que la Tunisie devint indépendante, alors que l''histoire des Juifs en Tunisie remonte à près de 2 000 ans. En 1948, la population juive est estimée à 105 000, mais, en 2013, seulement environ 900 personnes sont restées.

### Génétique: Haplogroupes et ADN autosomal
Les principaux haplogroupes du chromosome Y des Tunisiens varie selon les régions, L'étude de Ennafaa faites sur 5 groupes tunisiens principalement berbère porte une moyenne de : E-M81 (71 %), J-1 (30 % +), ce qui montre l'homogénéité globale. La majorité des études sur le chromosome Y en Tunisie sont faites sur des groupes berbères ou des zones cosmopolites (Tunis par exemple) ; l'haplogroupe J1 reste donc minoritaire chez les populations berbères (de l'ordre de 17 %). Les Arabes tunisiens testés sur les études sont en moyenne 36 % J1 - 41 % E-M81, un impact beaucoup plus significatif. Les études menées sur l'ADN du chromosome Y dans les autres pays arabes montrent que la Tunisie est dans la norme, les autres pays arabes étant approximativement pareils.[pas clair]
E1b1b1b (E-M81), anciennement E3b1b et E3b2, est caractéristique des populations du nord-ouest de l'Afrique où sa fréquence moyenne est d'environ 50 %. Dans certaines parties isolées du Maghreb, sa fréquence peut culminer jusqu'à 100 % de la population. Cet haplogroupe se retrouve aussi dans la péninsule Ibérique (5 % en moyenne) et à des fréquences moins élevées, en Italie et en France. J1 est un haplogroupe « sémitique » très fréquent dans la péninsule arabique, avec des fréquences avoisinant 70 % au Yémen. 20 % des Juifs appartiennent aussi à J1.

#### ADN autosomal
Ces études faites majoritairement sur des groupes berbères, ne concerne que le chromosome Y et pas l'ADN autosomal qui est pourtant un bon indicateur génétique, aussi remarque-t-on que l'ADN autosomal tunisien a été influencé dans une certaine mesure par les Phéniciens et que la majorité des Tunisiens descendent non pas de "Berbères" mais de fermiers anatoliens qui ont immigré d'Europe (8 500 - 3 000 av. J-C). Les Berbères tunisiens eux-mêmes possèdent rarement de composante génétique berbère majoritaire, contrairement aux Berbères marocains. Les Arabes tunisiens quant à eux possèdent généralement une composante génétique majoritairement arabe : 42 %,.

| Population                        | Nb  | A/B   | E(xE1b1b1) | E1b1b1 | E1b1b1a | E1b1b1b | E1b1b1c | F      | K     | G     | I | J1     | J2    | R1a   | R1b-M269 | Autres | Études                             |
| --------------------------------- | --- | ----- | ---------- | ------ | ------- | ------- | ------- | ------ | ----- | ----- | - | ------ | ----- | ----- | -------- | ------ | ---------------------------------- |
| 1 Berbères de Bou Omrane          | 40  | 0     | 5 %        | 0      | 5 %     | 87,5 %  | 0       | 2,5 %  | 0     | 0     | 0 | 0      | 0     | 0     | 0        | 0      | Ennafaa et al. (2011)              |
| 2 Berbères de Bou Saad            | 40  | 0     | 0          | 0      | 0       | 92,5 %  | 0       | 0      | 0     | 0     | 0 | 5 %    | 0     | 0     | 0        | 2,5 %  | Ennafaa et al. (2011)              |
| 3 Arabes de Jerba                 | 46  | 2,2 % | 0          | 0      | 15,2 %  | 60,9 %  | 4,3 %   | 0      | 0     | 0     | 0 | 8,7 %  | 2,2 % | 4,3 % | 2,2 %    | 0      | Ennafaa et al. (2011)              |
| 4 Berbères de Jerba               | 47  | 0     | 0          | 0      | 17 %    | 76,6 %  | 0       | 4,25 % | 2,1 % | 0     | 0 | 0      | 0     | 0     | 0        | 0      | Ennafaa et al. (2011)              |
| 5 Berbères de Chenini–Douiret     | 27  | 0     | 0          | 0      | 0       | 100 %   | 0       | 0      | 0     | 0     | 0 | 0      | 0     | 0     | 0        | 0      | Karima Fadhlaoui-Zid et al. (2011) |
| 6 Berbères de Sened               | 35  | 0     | 0          | 0      | 0       | 65,7 %  | 0       | 2,9 %  | 0     | 0     | 0 | 31,4 % | 0     | 0     | 0        | 0      | Karima Fadhlaoui-Zid et al. (2011) |
| 7 Berbères de Jradou              | 32  | 0     | 0          | 0      | 0       | 100 %   | 0       | 0      | 0     | 0     | 0 | 0      | 0     | 0     | 0        | 0      | Karima Fadhlaoui-Zid et al. (2011) |
| 8 Zaghouan                        | 32  | 0     | 0          | 0      | 3,1 %   | 40,6 %  | 0       | 9,4 %  | 0     | 0     | 0 | 43,8 % | 3,1 % | 0     | 0        | 0      | Karima Fadhlaoui-Zid et al. (2011) |
| 9 Tunis                           | 33  | 0     | 0          | 3,0 %  | 6,0 %   | 54,5 %  | 3,0 %   | 6,0 %  | 0     | 3,0 % | 0 | 24,2 % | 0     | 0     | 0        | 0      | Karima Fadhlaoui-Zid et al. (2011) |
| 10 Tunis                          | 148 | 0     | 2 %        | 3,4 %  | 5,4 %   | 37,8 %  | 2,7 %   | 4,7 %  | 0,7 % | 0     | 0 | 32,4 % | 3,4 % | 0,7 % | 6,1 %    | 0,7 %  | Arredi et al. (2004)               |
| 11 Immigrants tunisiens en Italie | 52  | 0     | 0          | 9,6 %  | 15,4 %  | 32.7 %  | 0       | 1,9 %  | 1,9 % | 0     | 0 | 34,6 % | 3,8 % | 0     | 0        | 0      | Onofri et al. (2008)               |

## Culture tunisienne
La culture tunisienne est un produit de plus de trois mille ans d'histoire et un flux multi-ethnique important. La Tunisie antique était une civilisation de passage importante et les différentes cultures, les civilisations et les multiples dynasties successives ont contribué à la culture du pays au fil des siècles, avec divers degrés d'influence. Parmi ces cultures, étaient les Phéniciens  – leur civilisation antique originale – les Romains (Romano-africains), les Vandales, les Juifs, les chrétiens, les berbères, les Turcs les Français et surtout les Arabes, Ce mélange unique de cultures fait de la Tunisie, avec son emplacement géographique stratégique au sein de la Méditerranée, le cœur de certaines grandes civilisations de la Mare Nostrum.
Les éléments importants de la culture tunisienne sont variés et représentent un patrimoine mixte unique. Ce patrimoine peut être vécu à travers les musées tels que le Musée du Bardo, le contraste et la diversité de l'architecture de villes tels que Sidi Bou Said ou la médina de Tunis, en cuisine telle qu'avec les fromages et les croissants français, de la musique reflétant l'Andalousie et les influences ottomanes, la littérature, le cinéma, la religion, les arts, le sport et d'autres domaines de la culture tunisienne.

### Diversité culturelle

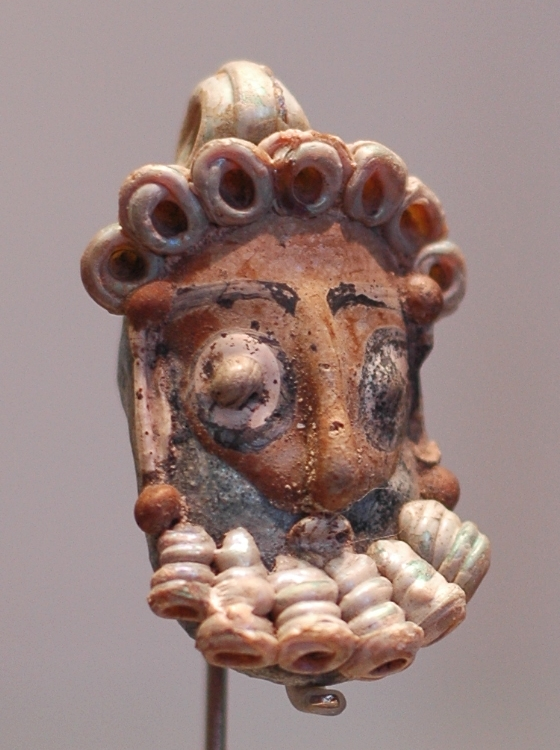
Amulette tunisienne

Dans sa thèse sur la politique culturelle tunisienne, Rafik Said[Qui ?] considère que « cette zone relativement petite a produit des successions chevauchantes de cultures, et une confrontation de morales et de doctrines au cours de son histoire ».
Janice Deledalle-Rhodes[Qui ?] qualifie pour sa part la culture tunisienne de « cosmopolite » et avance que « la Tunisie ne peut pas être considérée dans la catégorie des autres colonies » en raison de la diversité des cultures intégrées dans le patrimoine tunisien à travers les âges.

### Symboles culturels
L'identité nationale est forte et les efforts tunisiens pour créer une culture nationale se sont révélés plus forts au XIXe siècle. La culture et le patrimoine national sont constamment mentionnés en référence à l'histoire moderne du pays, en particulier la construction de l'État moderne qui a suivi au protectorat français à partir des années 1950. Ceci est célébré pendant les fêtes nationales, dans le nom des rues rappelant des personnages historiques, des dates clés ou le sujet de films ou de documentaires.

#### Drapeau

Drapeau de la Tunisie

Le drapeau national de la Tunisie est principalement rouge et se compose au centre d'un cercle blanc contenant un croissant rouge autour d'une étoile à cinq branches.
La dynastie des Hafsides utilisait un drapeau similaire au Moyen Âge. Il consistait en un croissant blanc pointé vers le haut et une étoile blanche à cinq branches, mais le reste du drapeau était de couleur jaune. Le croissant et l'étoile peuvent également rappeler le drapeau ottoman en tant qu'indication de l'histoire de la Tunisie au sein de l'empire ottoman,.
Pour l’ambassade de Tunisie en France, le fond rouge représente le sang des martyrs tombés durant la conquête par les Ottomans, en 1574, du territoire alors aux mains des Espagnols,. Une autre interprétation donnée est que « le rouge du drapeau beylical propage la lumière sur tout le monde musulman ». Le blanc symbolise la paix alors que le croissant représente l’unité de tous les musulmans et les branches de l’étoile les cinq piliers de l'islam.
Selon Ludvík Mucha, le disque blanc situé au centre du drapeau représente le soleil. Le croissant rouge et l’étoile à cinq branches, deux anciens symboles de l’islam, s’inspirent du drapeau ottoman et figurent sur de nombreux drapeaux de pays islamiques. Le croissant de lune est, du point de vue d’un observateur arabe, censé apporter la chance. Quant à la couleur rouge, elle est devenue un symbole de la résistance contre la suprématie turque.
Selon Whitney Smith, le croissant est déjà utilisé sur les emblèmes, artefacts religieux et bâtiments de la Carthage punique. Lorsqu’il apparaît sur le drapeau ottoman, ce symbole est rapidement adopté par les autres pays musulmans comme symbole de l’islam, alors qu’il pourrait être à l’origine propre à la région. De même, le soleil se retrouve avec le croissant dans l’ancienne religion punique ; il est en particulier associé au signe de Tanit.

Blason de la Tunisie

#### Armoiries
Les armoiries nationales, quant à elles, ont été officiellement adoptées en 1861 et incluent des versions révisées les 21 juin 1956 et 30 mai 1963.
En haut, une galère carthaginoise navigue sur la mer, tandis que la partie inférieure est divisée verticalement et à droite. représente un lion noir saisissant un cimeterre d'argent. Une bannière porte la devise nationale : « Liberté, Ordre, Justice ».

#### Jasmin

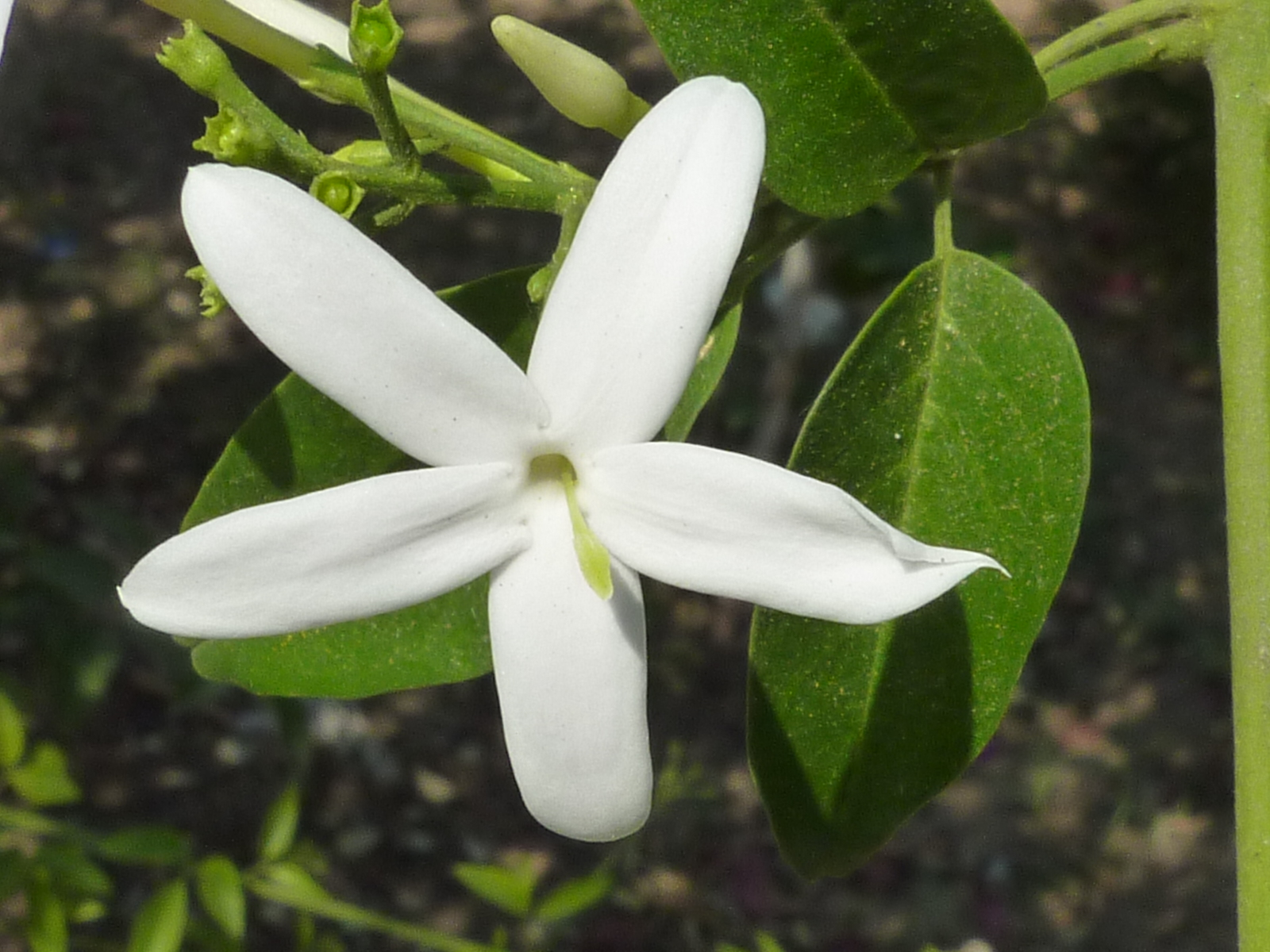
Fleur de jasmin

Importé par les Andalous au XVIe siècle, le jasmin est devenu la fleur nationale de la Tunisie.
La cueillette a lieu à l'aube et, à la tombée de la nuit, lorsque les jeunes garçons collectionnent des petits bouquets qu'ils vendent ensuite aux passants dans la rue ou aux automobilistes arrêtés aux intersections.

De plus, le jasmin fait l’objet d’une langue des signes spécifique. Un homme qui porte du jasmin à l'oreille gauche indique qu'il est célibataire. De plus, offrir du jasmin blanc est considéré comme une preuve d'amour alors qu'au contraire, offrir du jasmin d'hiver sans odeur est un signe d'insolence.

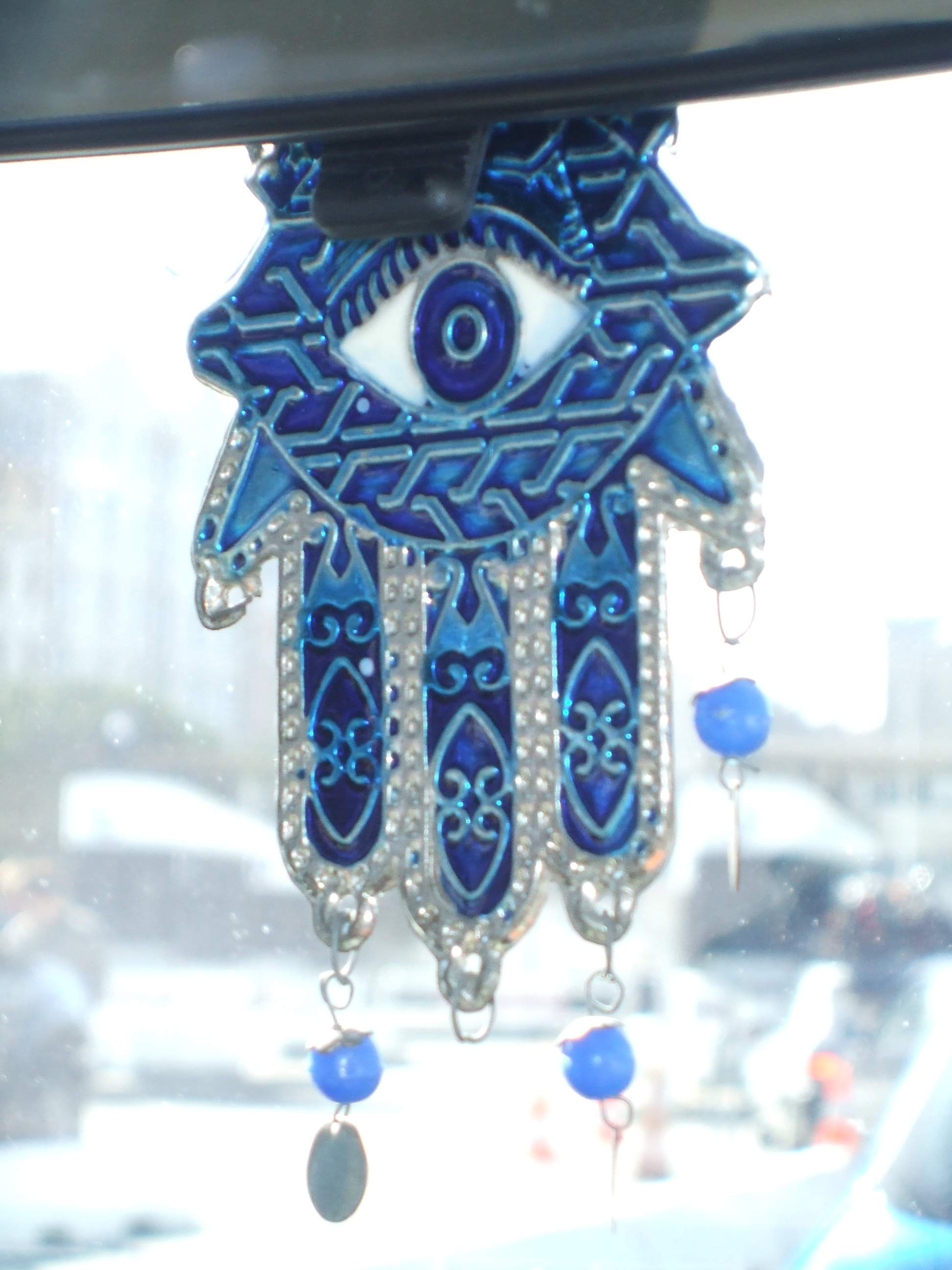
Khamsa tunisienne

#### Khamsa
La khamsa (en arabe tunisien : خمسة, romanisé en hamsa), est une amulette en forme de paume de main populaire en Tunisie et plus généralement au Maghreb et couramment utilisée dans la fabrication de bijoux et de tentures murales,. Représentant la main droite ouverte, une image reconnue et utilisée comme un signe de protection à maintes reprises au cours de l'histoire, la khamsa est censée assurer une défense contre le mauvais œil. Il a été théorisé que ses origines se trouvaient à Carthage (Tunisie moderne) et auraient pu être associées à la déesse Tanit.

#### Signe de Tanit
Le signe de Tanit est un symbole anthropomorphe présent sur de nombreux vestiges archéologiques de la civilisation punique. À la fois le symbole et le nom de la déesse Tanit sont encore fréquemment utilisés dans la culture tunisienne, comme dans la tradition de Omek Tannou ou le grand prix du film du Tanit d'or. Certains érudits relient également le nom de la capitale Tunis et, par extension, celui du pays moderne et de son peuple, à la déesse phénicienne Tanith (Tanit ou Tanut), de nombreuses villes anciennes étant nommées d'après des divinités protectrices,.

#### Chéchia

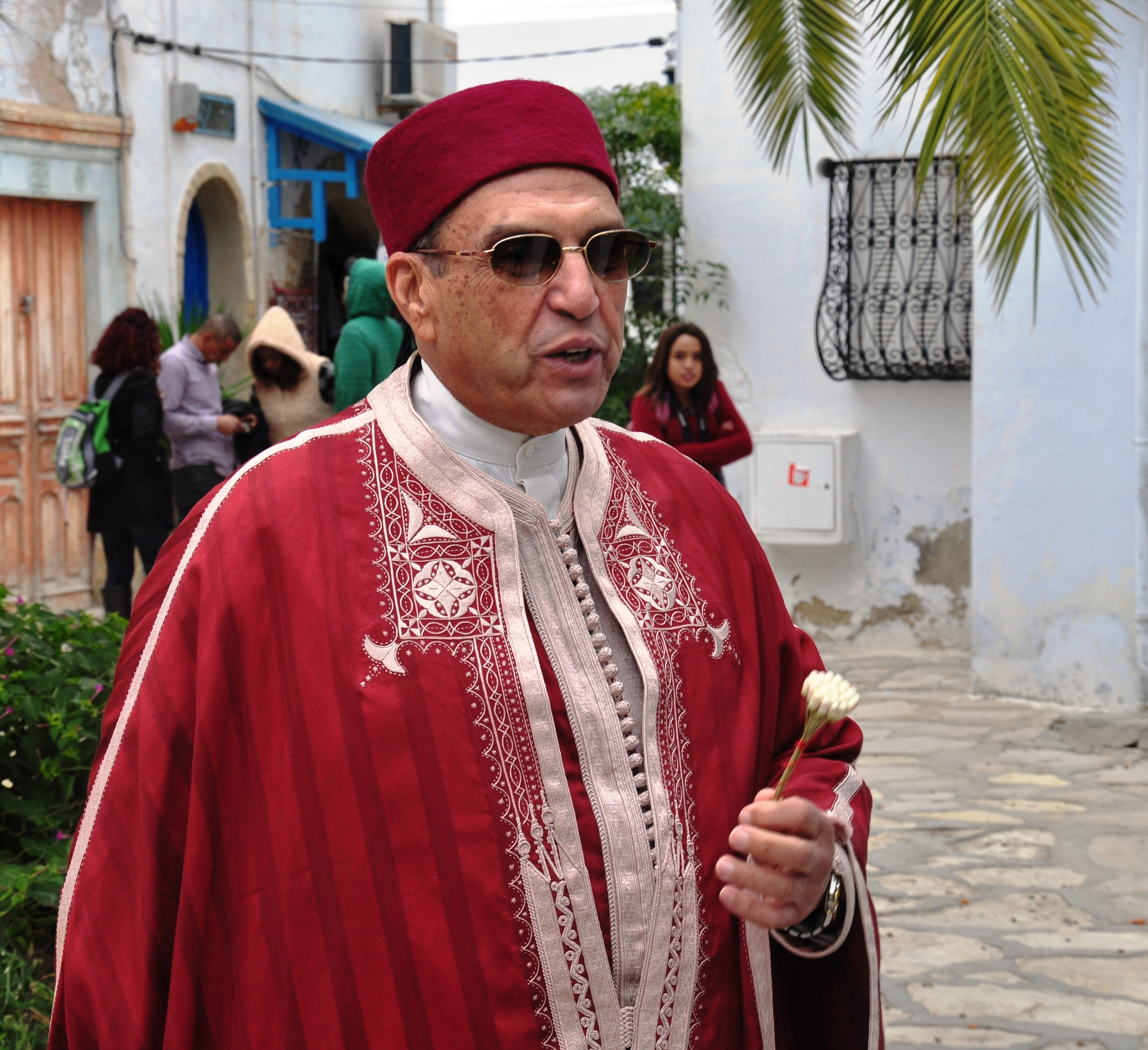
Tunisien portant une chéchia et tenant du jasmin dans les mains.

La chéchia est le couvre-chef national de la Tunisie. Souple et de forme cylindrique, la chéchia est importée en Tunisie sous sa forme actuelle depuis l'Espagne, par les Maures expulsés après la prise de Grenade en 1492, lors de la Reconquista. Trouvant en Tunisie une seconde patrie, ils y implantent l'artisanat de la chéchia.
Après l'indépendance de la Tunisie en 1956 et avec l'arrivée des produits manufacturés et de coutumes en provenance de l'Occident, le port de la chéchia tend à se limiter aux vacances et aux fêtes religieuses ; il est souvent associé au troisième âge.

### Langues
Le peuple tunisien est homogène en termes de langue, puisque presque tous les Tunisiens parlent le tunisien comme langue maternelle, en plus de maîtriser le français et / ou l’arabe.
La langue tunisienne est construite sur des substrats berbère, latin (langue romane d'Afrique), et néo-punique, importants, tandis que son vocabulaire est principalement dérivée d'une corruption morphologique de vocabulaire arabe, français, turc, italien et de langues espagnoles. Le multilinguisme au sein de la Tunisie et dans la diaspora tunisienne en fait commun pour les Tunisiens d'effectuer une altérnance de code linguistique, mélangeant le tunisien avec du français, de l'anglais ou d'autres langues dans le discours quotidien.[pas clair]
En outre, le tunisien est étroitement lié à la langue maltaise, qui est une descendante directe du tunisien et du siculo-arabe,.

### Cuisine

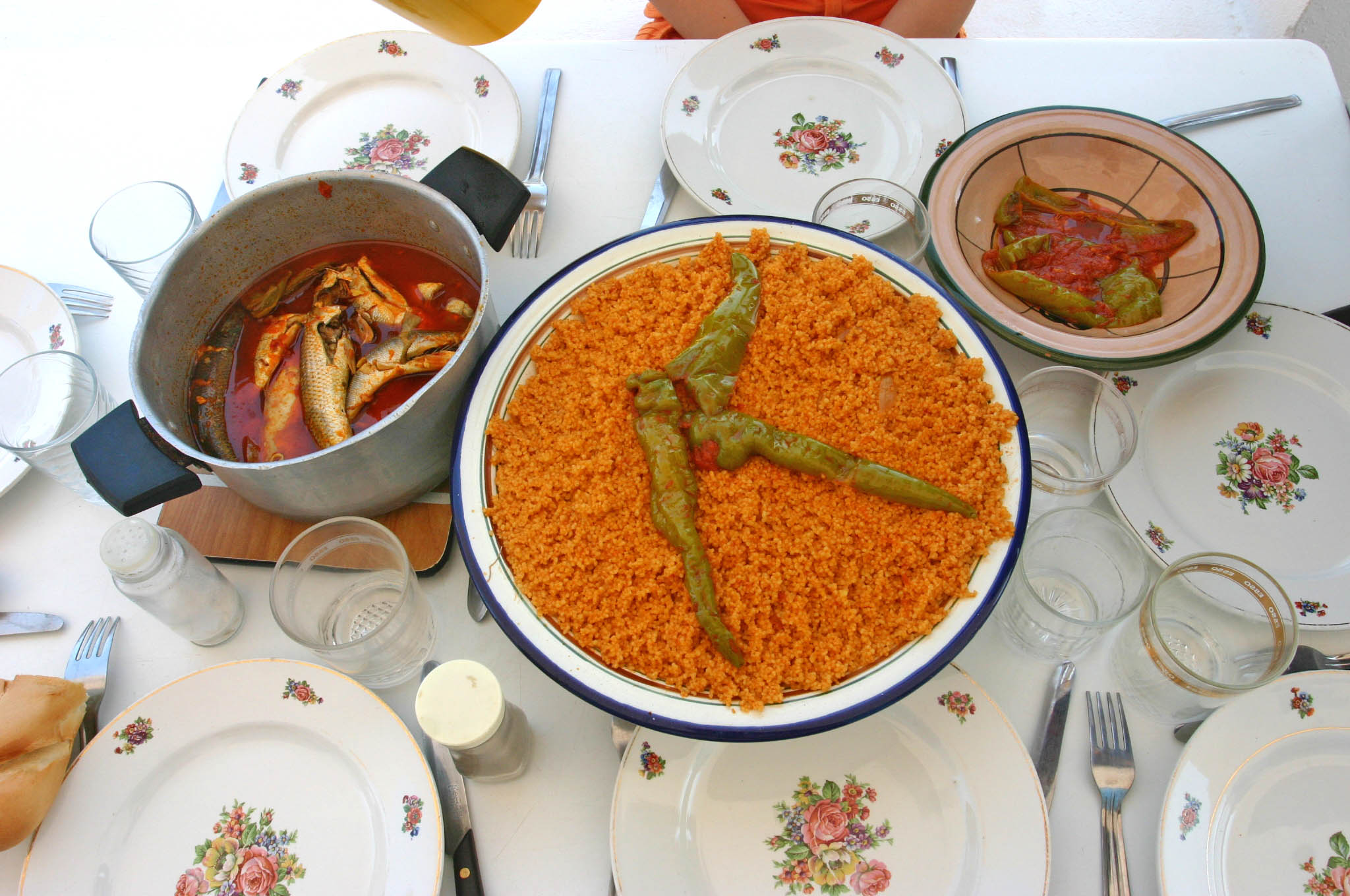
Couscous au poisson des îles Kerkennah

La cuisine tunisienne est un mélange de traditions et de cuisines méditerranéennes. Son ardeur épicée provient des pays méditerranéens voisins et des nombreuses civilisations qui ont gouverné la terre tunisienne: Romains, Vandales, Byzantins, Arabes, Espagnols, Turcs, Italiens (Siciliens), Français ainsi que la civilisation tunisienne originale des berbéro-puniques.
La nourriture tunisienne utilise une variété d'ingrédients et de différentes manières. Le plat principal servi en Tunisie est le couscous, à base de minuscules grains cuits, généralement servis avec de la viande et des légumes.
En cuisine, est également utilisée une variété de saveurs telles que l'huile d'olive, l'anis, la coriandre, le cumin, la cannelle, le safran, la menthe, l'orange et l'eau de fleur d'oranger, la fleur et l'eau de rose.
Comme toutes les cultures méditerranéennes, la culture tunisienne propose une « cuisine du soleil », basée principalement sur l'huile d'olive, les épices, les tomates, les fruits de mer et poissons, et la viande d'élevage (agneau).

### Architecture
L'architecture tunisienne s'exprime traditionnellement sous différentes facettes à travers l'architecture romaine et l'architecture islamique. Kairouan forme, à travers de nombreux bâtiments, l'épicentre d'un mouvement architectural exprimant la relation entre les bâtiments et la spiritualité avec la décoration ornementale des édifices religieux de la ville sainte. À Djerba, l'architecture telle que la forteresse du Kef reflète le destin militaire et spirituel d'une influence soufie dans la région.

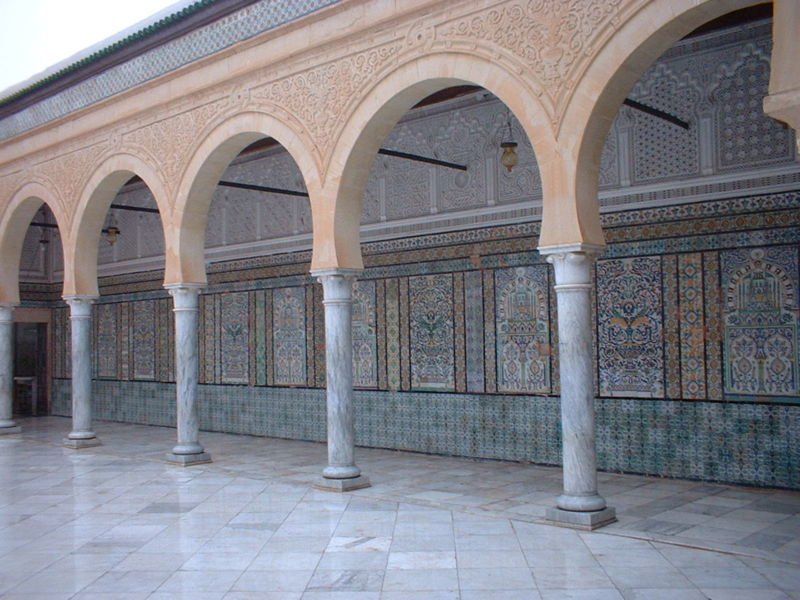
Mosquée à Kairouan

Le rôle influent des différentes dynasties qui ont gouverné le pays, notamment dans la construction de villes et de princes de Raqqada Mahdia, éclaire le rôle du contexte géopolitique dans l'histoire architecturale du pays. Ainsi, de nombreuses forteresses originales qui protégeaient la côte des invasions byzantines se sont transformées en villes, comme Monastir, Sousse ou Lamta.
La médina de Tunis, site du patrimoine mondial de l'UNESCO, est un exemple typique de l'architecture islamique. Cependant, dans les zones situées entre les ports de Bizerte et de Ghar El Melh, les colonies fondées par les Maures fuyant l'Andalousie ont été reconquises par des souverains catholiques et ont une influence plus chrétienne.

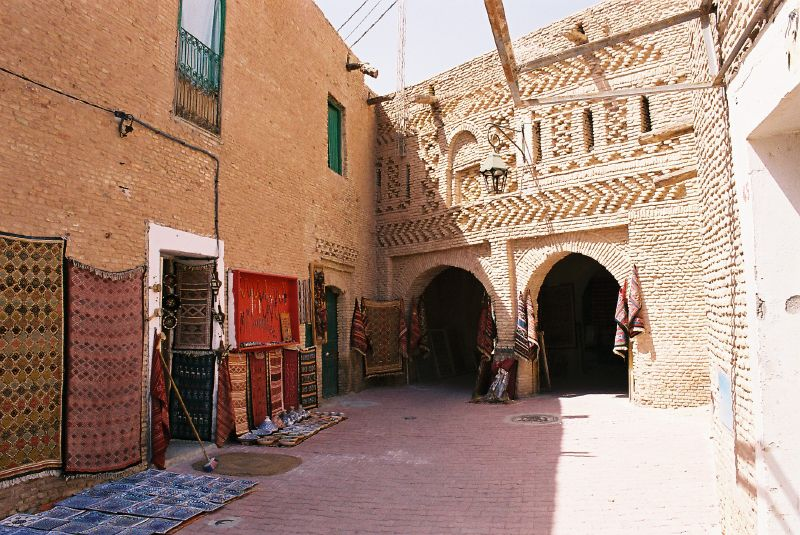
Médina de Tozeur

Compte tenu de la nature cosmopolite des villes tunisiennes, celles-ci ont conservé une diversité et une juxtaposition de styles. De nombreux bâtiments ont été conçus par de nombreux architectes, artisans et entrepreneurs durant le protectorat français. Victor Valensi, Guy Raphaël, Henri Saladin, Joss Ellenon et Jean-Emile Resplandy comptent parmi les architectes les plus célèbres de cette époque. Cinq styles architecturaux et décoratifs distincts sont particulièrement populaires: ceux du style éclectique (néo-classique, baroque, etc.). Entre 1881 et 1900, puis jusqu'en 1920, le style était néo-mauresque, entre 1925 et 1940, il était du style Art Déco puis du style moderniste entre 1943 et 1947.

### Musique

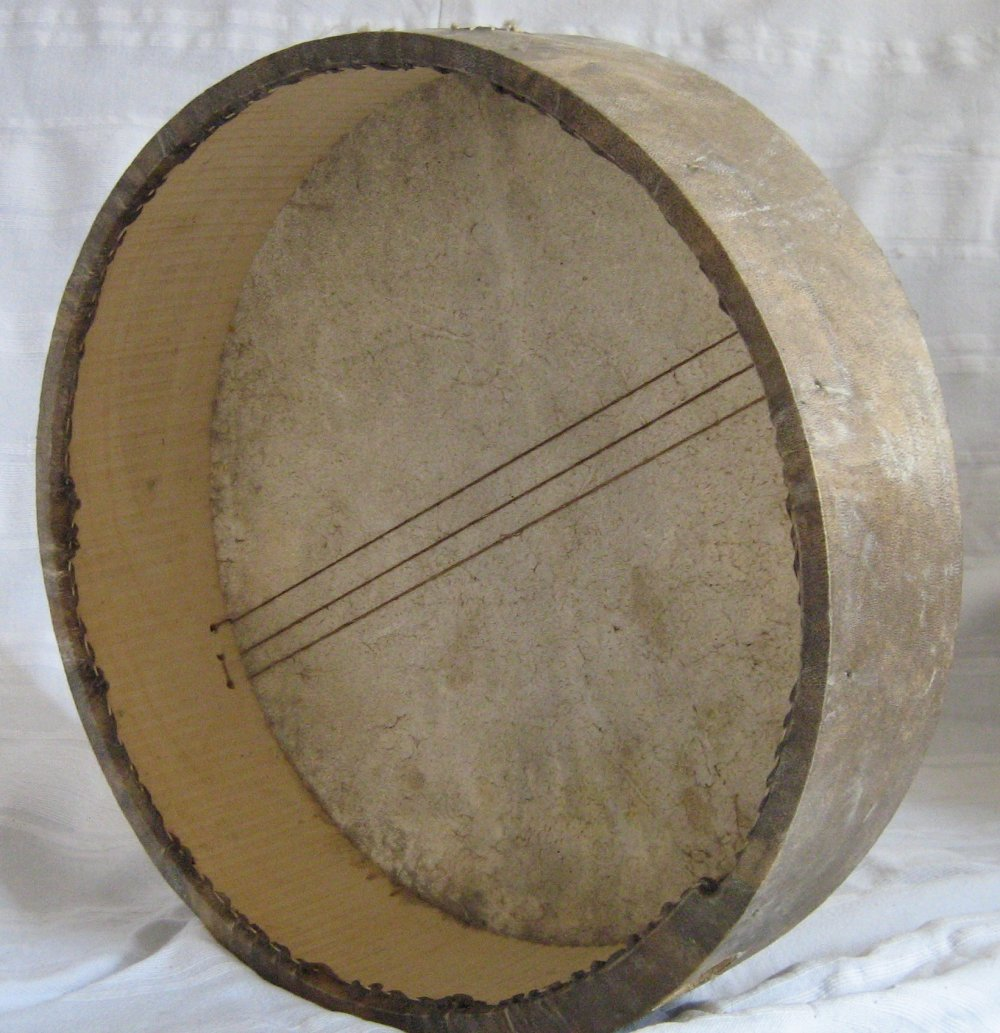
Bendir tunisien (tambour sur cadre) avec piège

Selon Mohammed Abdel Wahab, la musique tunisienne a été influencée par de vieilles chansons andalouses aux influences turques, persanes et grecques. Le malouf tunisien est une note majeure dans la musique classique tunisienne. Issu du règne des Aghlabides au XVe siècle, il s'agit d'un type particulier de musique andalouse. Dans les zones urbaines, il utilise des instruments à cordes (violon, oud et kanun) et des percussions (darbouka), tandis que dans les zones rurales, il peut également être accompagné d'instruments comme le mezoued, le gasba et le zurna.
L'émergence de nouveaux modèles de musique contemporaine et improvisée depuis la fin des années 1990 a modifié le paysage musical de la Tunisie. Dans le même temps, la musique d’origine levantine (égyptienne, libanaise ou syrienne) attire la majorité de la population. La musique occidentale populaire a également connu un succès majeur avec l’émergence de nombreux groupes et festivals, parmi lesquels la musique rock, le hip hop, le reggae et le jazz.
Parmi les principaux artistes tunisiens contemporains on compte Hedi Habbouba, Saber Rebaï, Dhafer Youssef, Belgacem Bouguenna, Sonia m'barek et Latifa. D'autres musiciens notables incluent Salah El Mahdi, Anouar Brahem, Zied Gharsa et Lotfi Bouchnak.

### Cinéma
Le cinéma tunisien est aujourd'hui reconnu comme l'un des cinémas les plus libéraux, les plus inventifs (et l'un des plus primés) d'Afrique et du Moyen-Orient. Depuis les années 1990, la Tunisie est devenue un lieu de tournage attrayant et de nombreuses sociétés ont émergé, au service de l’industrie cinématographique étrangère et ont connu un succès.
La Tunisie accueille également les journées cinématographiques de Carthage, organisé depuis 1966. Ce festival privilégie les films des pays d'Afrique et du Moyen-Orient. C'est le plus ancien festival du film sur le continent africain.

### Théâtre
En plus d'un siècle d'existence, la scène théâtrale tunisienne a hébergé ou a donné naissance à de grands noms, comme celui de Sarah Bernhardt, Pauline Carton, Gérard Philipe et Jean Marais, pour ne citer que quelques uns.
Le 7 novembre 1962, Habib Bourguiba, dont le frère est un dramaturge, a consacré son discours à cet art qu'il considère comme « un puissant moyen de diffusion de la culture et un moyen très efficace d'éducation populaire ». À partir de cette date, le 7 novembre est considéré comme la Journée nationale du théâtre tunisien.

### Danse

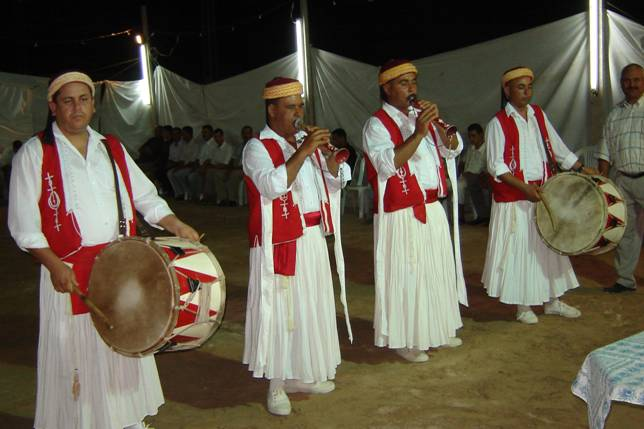
Troupe folklorique de Kerkennah

La variété des danses exécutées par les Tunisiens reflète probablement les flux migratoires qui ont traversé le pays au cours des siècles. Ainsi, les premiers Phéniciens ont apporté avec eux leurs chants et leurs danses, dont les traces sont enracinées dans la région de Tunis, tandis que les Romains ont laissé peu de traces dans l'art à l'exception de leur apport architectural. Les danses religieuses ont été influencées par le soufisme mais, à la fin du XVe siècle, elles sont progressivement devenues arabo-andalouses avec leur musique urbaine.
La danse orientale arriverait plus tard avec les Ottomans, bien que certains experts en histoire de l'art de l'Afrique du Nord-Ouest aient affirmé qu'elle avait été introduite en Tunisie par les premiers corsaires turcs au XVIe siècle, alors que d'autres affirment que l'origine de cette danse remonte à l'époque du matriarcat en Mésopotamie et fondée par les premiers Phéniciens. Cette forme de danse orientale habituellement pratiquée en Tunisie insiste sur les mouvements rythmiques du bassin, soulignés par l'élévation des bras à l'horizontale, ainsi que sur les pieds bougeant en rythme et transférant du poids sur la jambe droite ou gauche.
La Nouba, plus ancrée dans la pratique populaire, est lié aux danseurs de Kerkennah ainsi que ceux de Djerba dans une moindre mesure. Certains experts disent que la robe des danseurs est d'origine grecque. Structurée en plusieurs scènes, la danse est souvent accompagnée de jeux acrobatiques avec des jarres remplies d’eau.

### Littérature

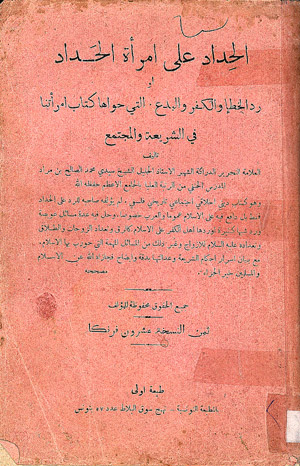
Première page d'un livre tunisien (1931) par Mohamed Salah Ben Mrad (1881-1979)

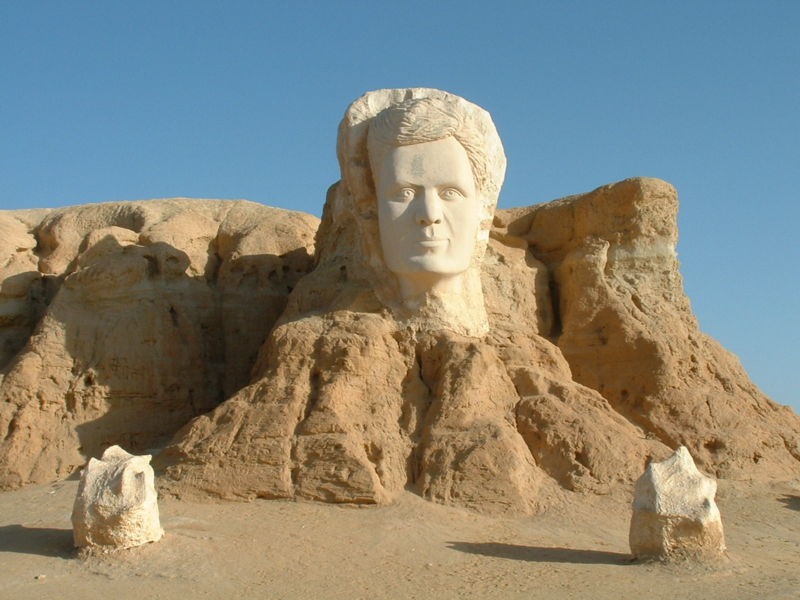
Buste de Aboul-Qacem Echebbi à Ras El-Aïn (Tozeur)

Parmi les figures littéraires tunisiennes, on compte Ali Douagi, qui a produit plus de 150 radio histoires, plus de 500 poèmes et chansons folkloriques et près de 15 pièces de théâtre, Khraief Bashir et d'autres, tels que Moncef Ghachem, Mohamed Salah Ben Mrad ou Mahmoud Messaadi.
En ce qui concerne la poésie tunisienne, elle opte généralement pour la non-conformité et l'innovation avec des poètes tels que Aboul-Qacem Echebbi. La littérature quant à elle se caractérise par son approche critique. Contrairement au pessimisme d'Albert Memmi, qui a prédit que la littérature tunisienne serait condamnée à mourir jeune, un grand nombre d'écrivains tunisiens sont à l'étranger, y compris Abdelwahab Meddeb, Tahar Bekri, Mustapha Tlili, Hélé Béji ou Fawzi Mellah. Les thèmes de l'errance, de l'exil et le chagrin sont au centre de leurs écrits créatifs.
La bibliographie nationale répertorie 1 249 ouvrages non scolaires publiés en 2002 en Tunisie. En 2006, ce chiffre était passé à 1 500 et 1 700 en 2007. Près d'un tiers des livres sont publiés pour les enfants.

## Diaspora tunisienne
Les statistiques de l'Office des Tunisiens à l'étranger indiquent plus de 128 000 familles tunisiennes en Europe, avec une concentration en France et en Allemagne. Les jeunes Tunisiens (moins de 16 ans) représentent 25 % de la communauté tunisienne à l'étranger Il y a donc actuellement un rajeunissement de la diaspora tunisienne qui est maintenant dans sa troisième génération. Les femmes représentent près de 26 % de l'ensemble de cette communauté et en France, leur pourcentage est estimé à 38,2 %. La portion de la diaspora âgée de plus de 60 ans représente environ 7 %.
À l’origine, la plus grande partie des Tunisiens d’Europe travaillait dans des secteurs exigeant un minimum de qualifications. En effet, les migrants des années 1960 et 1970 étaient moins éduqués (principalement des agriculteurs ou des ouvriers). Par la suite, la majorité des Tunisiens installés en France ont travaillé dans le secteur des services (hôtels, restaurants ou commerce de détail) ou ont dirigé de petites entreprises.
En 2008, la Tunisie est devenue le premier des pays du Maghreb à signer un accord de gestion concernant le flux de migrants, sous l'impulsion du président Nicolas Sarkozy : il facilite l'accès de près de 9 000 étudiants tunisiens inscrits dans des établissements français, mais aussi près de 500 titres de séjour destinés à des personnes hautement qualifiées pour pouvoir acquérir une expérience en France d'une validité maximale de six ans.
Dans le monde arabe, la population tunisienne est principalement constituée de personnes hautement qualifiées, tandis que les ouvriers et autres travailleurs non qualifiés, proviennent en majorité, dans cette région, de pays asiatiques comme l'Inde, le Pakistan et l'Afghanistan.

### Personnalités d'héritage tunisien

#### Personnalités historiques
A - Aboul-Qacem Echebbi, Abû Zakariyâ Yahyâ, Ahmed Ier Bey, Acher Mizrahi, Achille Zavatta, Albert Memmi, Ali Douagi, Antoine Curcuru, Arnobe, Assad ibn al-Furat, Augustin d'Hippone, Aziza Othmana, Azzedine Alaïa
B - Bchira Ben Mrad, Beji Caid Essebsi
C - Caelius Aurelianus, Carlos Marcello, Caton d'Utique, Charles Nicolle, Cheikh El Afrit, Chokri Belaid, Cyprien de Carthage
D - Didon
F - Farhat Hached, Fethia Khaïri
G - Genséric, Gladys Adda
H - Habib Bourguiba, Habiba Msika, Hamilcar Barca, Hannibal Barca, Hasdrubal Barca, Hassiba Rochdi, Hannon le Navigateur, Hassan Ibn Numan, Hédi Jouini
I - Ibn Abî Zayd Al-Qayrawânî, Ibn Al Jazzar, Ibn Khaldun, Ibn Rachik, Ibrahim II, Imam Sahnoun
J - Jacques Haïk, Jacob Chemla
K - Kheireddine Pacha
L - Lalla Manoubia, Lamine Bey, Lafif Lakhdar, Leïla Sfez, Louisa Tounsia
M - Macrobe, Magon Barca, Magon le Carthaginois, Max Azria, Mohamed Bouazizi, Mohamed Brahmi, Mohamed Saâda, Mohamed Tahar Ben Achour, Moncef Bey, Moufida Bourguiba
O - Olive de Palerme
P - Paul Sebag, Perpétue et Félicité
R - Radhia Haddad, Rodolphe d'Erlanger, Roger II de Sicile
S - Septime Sévère, Sicca Venier, Sidi Ali Ben Ziyad, Sophonisbe
T -Térence, Tertullien, Théodore Valensi
Q - Quartet du dialogue national (prix Nobel de la paix 2015)
V - Victor Ier, Victor Valensi
Y - Young Perez

#### Personnalités modernes internationales
A - Abdelwahab Meddeb (France), Adel Tawil (Allemagne), Afef Jnifen (Italie), Aïda Touihri (France), Alain Marouani (France), Amel Karboul (Allemagne), Änis Ben-Hatira (Allemagne), Ariel Zeitoun (France)
B - Bertrand Delanoë (France), Bushido (rappeur) (Allemagne)
C - Charley Marouani (France), Claude Bartolone (France), Claude Hagège (France), Claudia Cardinale (Italie), Cyril Hanouna (France)
D - Danièle Évenou (France), Dany Brillant (France), David Khayat (France)
E - Élie Kakou (France), Elsa Cayat (France), Elyas M'Barek (Allemagne)
F -  Ferrid Kheder (États-Unis)
G - Georges Cravenne (France), Georges Wolinski (France), Ghassan ben Jiddo (Liban), Gisèle Halimi (France)
H - Hassen Chalghoumi (France), Hatem Ben Arfa (France), Hédi Dridi (Suisse), Hend Sabry (Égypte)
J - Jacques Saada (Canada)
K - Kev Adams (France)
L - Lââm (France), Leila Ben Youssef (États-Unis), Loco Dice (Allemagne), Loris Azzaro (Italie), Lucette Valensi (France),
M - Marcel Dadi (France), Maurizio Valensi (Italie), Michel Boujenah (France), Mireille Hadas-Lebel (France), Mohamed Hechmi Hamdi (Angleterre), Mohammed Salah Baouendi (États-Unis), Moses Levy (Italie), Mounir Chaftar (Allemagne), Mustapha Tlili (États-Unis)
N - Nabila Ben Youssef (Canada), Néjib (France), Nejmeddin Daghfous (Allemagne), Norbert Saada (France)
O - Oussama Mellouli (États-Unis)
P - Paul Chemla (France), Pierre Cintas (France), Pierre Darmon (France), Pierre Lévy (France), Pierre Lellouche (France), Philippe Seguin (France), Poorna Jagannathan (États-Unis)
R - Raphaël Mezrahi (France), Rani Khedira (Allemagne), René Borg (France), Roger Fenech (France)
S - Sadek (France), Salah Mejri (États-Unis), Sami Allagui (Allemagne), Sami Khedira (Allemagne), Samia Orosemane (France), Sana Hassainia (Canada), Serge Moati (France), Sofian Chahed (Allemagne)
T - Tarak Ben Ammar (France), Tunisiano (France)
Y - Yoann Touzghar (France)

### Liens avec la Tunisie
En Tunisie, des cours d’enseignement gratuits en arabe tunisien sont organisés pendant les vacances d’été pour les enfants des résidents tunisiens à l’étranger, fortement influencés par la culture des pays dans lesquels ils vivent. Des voyages sont également organisés pour leur permettre de découvrir la culture, l’histoire et la civilisation tunisiennes.